# Tadeusz Dolny
Tadeusz Benedykt Dolny (ur. 7 maja 1958 w Sobótce) – polski piłkarz grający na pozycji obrońcy; reprezentant Polski. Występował m.in. w Walce Zabrze, Górniku Zabrze, Górniku Wałbrzych, Odrze Wodzisław Śl. i Wiśle Chicago.

## Reprezentacja Polski
W reprezentacji Polski wystąpił 7 razy, w latach 1981–1985. Zadebiutował w niej w Chorzowie w meczu z RFN. Uczestnik Mistrzostw Świata w 1982 w Hiszpanii.
| lp. | Data              | Miejsce | Przeciwnik     | Rezultat | Rozgrywki       | Grał   | Uwagi |
| --- | ----------------- | ------- | -------------- | -------- | --------------- | ------ | ----- |
| 1.  | 2 września 1981   | Chorzów | Niemcy         | 0-2      | towarzyski      | od 46' |       |
| 2.  | 23 września 1981  | Lizbona | Portugalia     | 0-2      | towarzyski      | 90'    |       |
| 3.  | 15 listopada 1981 | Wrocław | Malta          | 6-0      | elim. MŚ 1982   | 90'    |       |
| 4.  | 18 listopada 1981 | Łódź    | Hiszpania      | 2-3      | towarzyski      | 90'    |       |
| 5.  | 31 sierpnia 1982  | Paryż   | Francja        | 4-0      | towarzyski      | 90'    |       |
| 6.  | 8 września 1982   | Kuopio  | Finlandia      | 3-2      | elim. Euro 1984 | 90'    |       |
| 7.  | 4 września 1985   | Brno    | Czechosłowacja | 1-3      | towarzyski      | 90'    |       |